# Mythes chinois de la création
 (août 2024).
Les mythes chinois de la création constituent un ensemble de récits symboliques qui abordent les origines de l'Univers, de la Terre et de la vie. Ces mythes varient considérablement d'une culture à l'autre au sein de la Chine. Dans la mythologie chinoise, les termes « mythe cosmogonique » ou « mythe de fondation » sont souvent plus appropriés que « mythe de la création », car très peu de récits incluent une divinité créatrice (en) ou une volonté divine. Contrairement aux traditions monothéistes, qui généralement acceptent une seule version de la création, telle que le récit biblique de la Création dans le judéo-christianisme, les Classiques chinois rapportent une pluralité de mythes souvent contradictoires. Selon la tradition, le monde serait créé le jour du Nouvel An chinois, tandis que les animaux, les humains et de nombreuses divinités seraient apparus au cours des quinze jours suivants.
Certains mythes cosmogoniques chinois présentent des thèmes que l'on retrouve dans la mythologie comparée. Ainsi, la création à partir du Chaos est un thème commun, comparable au Hundun chinois et au Kumulipo hawaïen. D'autres mythes impliquent la décomposition du corps d'un être primordial, comme Pangu, le Yemo indo-européen, et le Tiamat mésopotamien. Les récits de frères et sœurs créateurs, tels que Fuxi et Nuwa en Chine ou Izanagi et Izanami au Japon, illustrent également des motifs comparables. De même, le yin et yang dans la cosmologie chinoise fait écho à des concepts de dualismes cosmogoniques (en), tel que le contraste entre Ahura Mazda et Angra Mainyu dans le zoroastrisme.
En revanche, certains thèmes mythiques sont uniques à la Chine. Tandis que les mythologies de Mésopotamie, d'Égypte et de Grèce envisagent l'eau primitive comme l'élément primordial, la cosmologie chinoise se fonde sur le qi (« souffle, air, force vitale »). Selon Anne Birrell, le qi « était censé incarner l'énergie cosmique gouvernant la matière, le temps et l'espace. Cette énergie, selon les récits mythiques chinois, subit une transformation au moment de la création, de sorte que l'élément nébuleux de la vapeur se différencie en éléments doubles de mâle et de femelle, de yin et de yang, de matière dure et molle, et d'autres éléments binaires ».

## Mythologies cosmogoniques

### Tao Te Ching
Le Tao Te Ching, rédigé avant le IVe siècle av. J.-C., propose une cosmogonie chinoise moins mystique que d'autres traditions et contient certaines des premières allusions à la création.
« Il y avait quelque chose sans traits distinctifs mais de complet, né avant le ciel et la terre ; silencieux, amorphe, il se tenait seul et immuable. Nous pouvons le considérer comme la mère du ciel et de la Terre. On l'appelle communément « La Voie ». »
« La Voie a donné naissance à l'unité, l'Unité a donné naissance à la dualité, la Dualité a donné naissance à la Trinité, la Trinité a donné naissance à la myriade de créatures. Les myriades de créatures portent le yin sur leur dos et embrassent le yang dans leur poitrine. Elles neutralisent ces vapeurs et atteignent ainsi l'harmonie. »
Les taoïstes ultérieurs ont interprété cette séquence comme illustrant le Tao (Dao, « Voie »), sans forme (Wuji, « Sans Ultime »), unitaire (Taiji, « Grand Ultime »), et binaire (yin et yang, ou Ciel (en) et Terre).
Norman J. Girardot considère que le Tao Te Ching présente le Tao comme « un principe cosmique des commencements qui semblerait avoir peu de sens sans envisager la possibilité qu'il soit enraciné dans le souvenir symbolique de thèmes mythologiques archaïques, en particulier cosmogoniques ».

### Chants de Chu
La section Questionnement au Ciel des Chants de Chu, rédigée vers le IVe siècle av. J.-C., débute par des interrogations catéchistiques concernant les mythes de la création. Anne Birrell décrit ce texte comme « le document le plus précieux de la mythographie chinoise » et suggère que le mythe qu'il contient pourrait être plus ancien, étant donné qu'il repose clairement sur des récits mythologiques préexistants.
« Qui nous a transmis l'histoire du lointain et ancien commencement des choses ? Comment pouvons-nous être sûrs de ce qu'il en était avant que le ciel au-dessus et la Terre au-dessous n'aient pris forme ? Puisque personne ne pouvait pénétrer cette obscurité lorsque l'obscurité et la lumière n'étaient pas encore séparées, comment connaissons-nous le chaos des formes immatérielles ? De quelle sorte de choses sont l'obscurité et la lumière ? Comment le Yin et le Yang se sont-ils réunis, et comment ont-ils donné naissance et transformé tout ce qui existe par leur mélange ? Quelle boussole a mesuré les neuf cieux ? Qui a accompli cette œuvre et comment l'a-t-il accomplie ? Où étaient attachées les cordes qui les encerclaient et où était fixé le pôle du ciel ? Où les huit piliers (en) rencontraient-ils le ciel et pourquoi étaient-ils trop courts pour cela au sud-est ? Où s'étendent les neuf champs du ciel et où se rejoignent-ils ? Les entrées et les sorties de leurs bords doivent être très nombreuses : qui connaît leur nombre ? Comment le ciel coordonne-t-il ses mouvements ? Où sont divisées les douze maisons ? Comment le soleil et la lune maintiennent-ils leur course et les étoiles fixes gardent-elles leur place ? »
Anne Birrell caractérise ce récit de la création des Chants de Chu comme une « image vivante du monde ». Le texte ne mentionne ni cause première ni premier créateur. De l’« étendue sans forme », l’élément primordial de vapeur brumeuse émerge spontanément comme une force créatrice. Cette force est organisée en un ensemble de forces binaires opposées — sphères supérieures et inférieures, obscurité et lumière, Yin et Yang — dont les transformations mystérieuses conduisent à l’ordre de l’univers.

Diagramme taoïste de la création de la « myriade de choses » à partir de l'unité originelle à travers le yin-yang et les trigrammes.

### Daoyuan
Le Daoyuan (道原, « Origines du Tao ») est l'un des manuscrits Huangdi Sijing découverts en 1973 parmi les textes sur soie de Mawangdui exhumés d'une tombe datant de 168 av. J.-C. Comme les Chants de Chu, ce texte est attribué au IVe siècle av. J.-C. et à l'ancien État de Chu. Le mythe cosmogonique taoïste qu'il présente décrit la création de l'univers et des êtres humains à partir d'une vapeur brumeuse sans forme. Anne Birrell observe une ressemblance marquante entre ce concept ancien d'unité — où « tout était un » avant la création — et le concept moderne de singularité gravitationnelle.
« Au commencement du passé éternel, toutes choses pénétraient et étaient identiques à une grande vacuité, vides et identiques à l'Un, reposant éternellement dans l'Un. Instables et confuses, il n'y avait aucune distinction entre l'obscurité et la lumière. Bien que le Tao soit indifférencié, il est autonome : « Il n'a pas de cause depuis les temps anciens », pourtant « les dix mille choses sont causées par lui sans aucune exception ». Le Tao est grand et universel d'une part, mais aussi sans forme et sans nom. »

### Taiyi Shengshui
Le Taiyi Shengshui (en) (« Le Grand Donnant naissance à l'Eau »), un texte taoïste du IVe   ou   IIIe siècle avant J.-C. découvert en 1993 dans le cadre des écrits sur bambou de Guodian, semble offrir son propre mythe de création unique, mais l'analyse reste incertaine.

### Huainanzi
Le Huainanzi de 139 av. J.-C. , un texte éclectique compilé sous la direction du prince (en) Han Liu An, contient deux mythes cosmogoniques qui développent le concept dualiste du yin et du yang :
« Quand le Ciel et la Terre n'étaient pas encore formés, tout montait et volait, plongeait et creusait. C'est ainsi qu'on l'a appelé la Grande Création. La Grande Création a produit le Vide Nébuleux. Le Vide Nébuleux a produit l'espace-temps, l'espace-temps a produit le qi originel. Une frontière [divisa] le qi originel. Ce qui était pur et brillant s’est étendu pour former le Ciel ; ce qui était lourd et trouble s’est figé pour former la Terre. Il est facile à ce qui est pur et subtil de converger, mais difficile à ce qui est lourd et trouble de se figer. C'est pourquoi l'Enfer fut d'abord achevé ; la Terre fut fixée ensuite. Les essences conjointes du Ciel et de la Terre produisirent le yin et le yang. Les essences supersessives du yin et du yang produisirent les quatre saisons. Les essences dispersées des quatre saisons créèrent les myriades de choses. Le qi chaud du yang accumulé produisit le feu ; l'essence du qi ardent devint le soleil. Le qi froid du yin accumulé produisit l’eau ; l'essence du qi aqueux devint la lune. Le Qi débordant des essences du soleil et de la lune a créé les étoiles et les planètes. Au Ciel appartiennent le soleil, la lune, les étoiles et les planètes ; à la Terre appartiennent les eaux et les inondations, la poussière et le sol. »
« Autrefois, avant que le Ciel et la Terre n'existent, il n'y avait que des images et aucune forme. Tout était obscur et sombre, vague et confus, informe et sans forme, et personne ne connaît son entrée. Il y avait deux esprits, nés dans l'obscurité, l'un qui a établi le Ciel et l'autre qui a construit la Terre. Si vastes ! Personne ne sait où ils finissent par se terminer. Si vastes ! Personne ne sait où ils finissent par s'arrêter. Ils se sont alors différenciés en yin et en yang et se sont séparés en huit points cardinaux. Le ferme et le souple se sont formés l'un l'autre ; les myriades de choses ont alors pris forme. L'énergie vitale trouble est devenue des créatures ; l'énergie vitale raffinée est devenue des humains. »
Anne Birrell suggère que ce dualisme abstrait Yin-Yang entre les deux esprits ou dieux primitifs pourrait être le « vestige d'un paradigme mythologique beaucoup plus ancien qui a ensuite été rationalisé et diminué », comparable au mythe de la création akkadien Enūma eliš d'Apsû et Tiamat, eau douce mâle et eau salée femelle.

### Lingxian

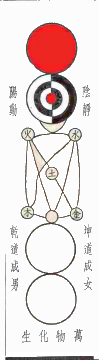
Diagramme de Taiji Tushuo de Zhou.

Le Lingxian (靈憲), écrit vers  120 après J.-C. par le polymathe Zhang Heng, explique en détail la création du Ciel et de la Terre.
« Avant que la Grande Plaine [ou Grande Base, Taisu, 太素] ne soit apparue, il y avait une limpidité obscure et une quiétude mystérieuse, obscure et sombre. Aucune image ne peut en être formée. Son milieu était vide, son extérieur était inexistant. Les choses restèrent ainsi pendant de longs siècles ; c'est ce qu'on appelle l'obscurité [mingxing, 溟涬]. C'était la racine du Dao [...] Lorsque la tige du Dao eut poussé, les créatures apparurent et des formes se formèrent. À ce stade, le qi originel se sépara, le dur et le mou se divisèrent d'abord, le pur et le trouble prirent des positions différentes. Le ciel se forma à l'extérieur, et la terre devint fixe à l'intérieur. Le ciel prit son corps du Yang, il était donc rond et en mouvement ; la terre prit son corps du Yin, elle était donc plate et tranquille. Par le mouvement, il y eut action et don ; par le repos, il y eut conjonction et transformation. Par la liaison, il y eut fécondation, et avec le temps, toutes sortes de choses furent amenées à la croissance. C'est ce qu'on appelle la Grande Origine [Taiyuan, 太元]. C'était le fruit du Tao. »

### Textes ultérieurs
Le philosophe néoconfucianiste Zhou Dunyi fournit une cosmologie à multiples facettes dans son Taiji Tushuo (太極圖說, « Diagramme expliquant l'Ultime Suprême »), qui a intégré le Yi Jing au taoïsme et au bouddhisme chinois.

## Les mythologies de Nuwa, Fuxi et Pangu

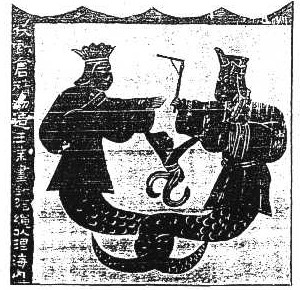
Une fresque de l'époque Han représentant Nuwa avec une compas et Fuxi avec une équerre.

Contrairement aux mythes cosmogoniques chinois ci-dessus sur le monde et les humains nés spontanément sans créateur (par exemple, à partir d'une « énergie vitale raffinée » dans le Huainanzi), deux mythes d'origine ultérieurs pour les humains impliquent des divinités. La femelle Nuwa a façonné des êtres humains à partir de lœss et de boue (dans les premiers mythes) ou en procréant avec son frère/mari Fuxi (dans les versions ultérieures). Les mythes sur le mâle Pangu disent que les êtres humains sont issus d'acariens présents sur son cadavre.

### Nuwa
Dans la mythologie chinoise, la déesse Nuwa a réparé les piliers tombés qui soutenaient le ciel, créant des êtres humains avant ou après. Les anciens Chinois croyaient en une terre carrée et un ciel rond en forme de dôme soutenu par huit piliers géants (voir les idées européennes d'un axis mundi).
Les « Questions célestes » des Chants de Chu, datant du IVe siècle av. J.-C. environ, constituent le premier texte survivant qui fasse référence à Nuwa : « Par quelle loi Nu Wa fut-elle élevée au rang de grand seigneur ? Par quels moyens a-t-elle façonné les différentes créatures ? »
Deux chapitres du Huainanzi relatent la mythologie de Nüwa deux siècles plus tard :
« En remontant à des temps plus anciens, les quatre [des huit] piliers furent brisés ; les Neuf provinces (en) furent en lambeaux. Le ciel ne recouvrit pas complètement [la terre] ; la terre ne soutint pas [le ciel] tout autour [de sa circonférence]. Les incendies se déchaînèrent sans pouvoir être éteints ; les eaux inondaient de vastes étendues et ne voulaient pas se retirer. Des animaux féroces dévorèrent des gens innocents ; des oiseaux de proie enlevèrent les vieillards et les faibles. Alors, Nuwa fondit des pierres de cinq couleurs afin de rafistoler le ciel azur, coupa les pattes de la grande tortue pour les ériger en quatre piliers, tua le dragon noir pour apporter du secours à la province de Ji (en), et entassa des roseaux et des cendres pour arrêter les eaux tumultueuses. Le ciel azur fut rafistolé ; les quatre piliers furent érigés ; les eaux tumultueuses furent asséchées ; la province de Ji fut tranquille ; la vermine rusée mourut ; les gens innocents [préservèrent leur] vie. Portant les [neuf] provinces carrées sur son dos et embrassant le Ciel , [Fuxi et Nuwa établirent] l'harmonie du printemps et le yang de l'été, le massacre de l'automne et la retenue de l'hiver. »
« L'Empereur Jaune produisit le yin et le yang. Shang Pian produisit les oreilles et les yeux ; Sang Lin produisit les épaules et les bras. Nuwa les utilisa-t-elle pour réaliser les soixante-dix transformations ? »
Shang Pian (上駢) et Sang Lin (桑林) sont des divinités mythiques obscures. Le philologiste Xu Shen écrit vers  100 après J.-C. que les « soixante-dix transformations » font référence au pouvoir de Nuwa de créer toutes choses dans le monde.
Le Fengsu Tongyi (en) (« Significations communes dans les coutumes »), écrit par Ying Shao vers 195 après J.-C., décrit les croyances de l'ère Han sur la déesse primitive.
« On dit que lorsque le ciel et la terre s'ouvrirent et se déployèrent, l'humanité n'existait pas encore, Nu Kua pétrit la terre jaune et façonna les êtres humains. Bien qu'elle travailla avec ferveur, elle n'avait pas assez de force pour terminer sa tâche, alors elle tira sa corde dans un sillon à travers la boue et la souleva pour façonner les êtres humains. C'est pourquoi les riches aristocrates sont les êtres humains faits de terre jaune, tandis que les gens ordinaires pauvres sont les êtres humains faits du sillon de la corde. »
Anne Birrell identifie deux motifs mythiques mondiaux dans le récit de Ying Shao. Les mythes disent généralement que les premiers humains ont été créés à partir d'argile, de terre, de sol ou d'os ; Nuwa utilisait de la boue et du lœss. Les mythes font largement référence à la stratification sociale ; Nuwa a créé les riches à partir de lœss et les pauvres à partir de boue. En revanche, le motif du cordon du constructeur est uniquement chinois et iconographique de la Déesse. Dans l'iconographie Han, Nuwa tient parfois un compas de constructeur.
Le Duyi Zhi (獨異志, « Traité sur les choses extraordinaires ») du IXe siècle de Li Rong (en) rapporte une tradition ultérieure selon laquelle Nuwa et son frère Fuxi furent les premiers humains. Dans cette version, la déesse est rétrogradée de « créatrice primordiale à une mortelle soumise à Dieu dans le ciel » et à une « humble femme soumise à l'homme, à la manière traditionnelle des relations conjugales. »
« Il y a bien longtemps, au commencement du monde, il y avait deux êtres, Nu Kua et son frère aîné. Ils vivaient sur le mont K'un-lun (en). Et il n'y avait pas encore de gens ordinaires dans le monde. Ils parlaient de devenir mari et femme, mais ils se sentaient honteux. Alors le frère monta immédiatement avec sa sœur sur le mont K'un-lun et fit cette prière : « Ô Ciel , si Tu nous envoies tous les deux comme mari et femme, alors fais que toute la vapeur brumeuse se rassemble. Sinon, fais que toute la vapeur brumeuse se disperse. » A ce moment, la vapeur brumeuse se rassembla immédiatement. Lorsque la sœur devint intime avec son frère, ils tressèrent de l'herbe pour faire un éventail pour se protéger le visage. Même aujourd'hui, lorsqu'un homme prend une femme, il tient un éventail, ce qui est un symbole de ce qui s'est passé il y a bien longtemps. »

### Pangu
L'un des mythes de la création les plus populaires de la mythologie chinoise décrit le premier-né humain semi-divin Pangu (盤古, « Antiquité enroulée ») séparant le monde en forme d'œuf Hundun (混沌, « chaos primordial ») en Ciel et Terre (en). Cependant, aucun des anciens Classiques chinois ne mentionne le mythe de Pangu, qui est rapporté pour la première fois au IIIe siècle dans le Sanwu Liji (三五歴記, « Registres historiques des trois divinités souveraines et des cinq dieux »), attribué à l'auteur taoïste de la période des Trois Royaumes Xu Zheng (en). Ainsi, dans la mythologie chinoise classique, Nuwa est antérieur à Pangu de six siècles.
« Le ciel et la terre étaient dans le chaos comme un œuf de poule, et Pangu naquit au milieu de ce chaos. En dix-huit mille ans, le ciel et la terre s'ouvrirent et se déployèrent. Le limpide qu'était le Yang devint le ciel, le trouble qu'était le Yin devint la terre. Pangu vécut en eux, et en un jour il subit neuf transformations, devenant plus divin que le ciel et plus sage que la terre. Chaque jour, les cieux s'élevaient de dix pieds plus haut, chaque jour la terre devenait plus épaisse de dix pieds, et chaque jour Pangu devenait plus haut de dix pieds. Et c'est ainsi qu'en dix-huit mille ans, les cieux atteignirent leur plus grande hauteur, la terre atteignit sa plus basse profondeur, et Pangu devint pleinement adulte. Ensuite, il y eut les Trois Divinités Souveraines. Les nombres commencèrent par un, furent établis par trois, perfectionnés par cinq, multipliés par sept, et fixés par neuf. C'est pourquoi le ciel est à quatre-vingt-dix mille lieues de la terre. »
Comme le Sanwu Liji, le Wuyun Linian Ji (五遠歷年紀, « Chronique des cinq cycles du temps ») est un autre texte du IIIe siècle attribué à Xu Zheng. Cette version détaille la métamorphose cosmologique du corps microcosmique de Pangu en macrocosme du monde physique.
« Lorsque le premier-né, Pangu, s'approcha de la mort, son corps fut transformé. Son souffle devint le vent et les nuages ; sa voix devint des coups de tonnerre. Son œil gauche devint le soleil ; son œil droit devint la lune. Ses quatre membres et ses cinq extrémités devinrent les quatre points cardinaux et les cinq sommets. Son sang et son sperme devinrent de l'eau et des rivières. Ses muscles et ses veines devinrent les artères de la terre ; sa chair devint des champs et des terres. Ses cheveux et sa barbe devinrent les étoiles ; ses poils corporels devinrent des plantes et des arbres. Ses dents et ses os devinrent du métal et de la roche ; sa moelle vitale devint des perles et du jade. Sa sueur et ses fluides corporels devinrent une pluie torrentielle. Tous les acariens de son corps furent touchés par le vent et évoluèrent en personnes aux cheveux noirs. »
Bruce Lincoln (en) a trouvé des parallèles entre Pangu et le mythe originel indo-européen, comme la chair de l'être primitif devenant terre et les cheveux devenant plantes.

## Mythes de Tianlong et de Diya
Dans un autre mythe, les enfants des êtres spirituels Tianlong et Diya sont les premiers humains.

## Analyses occidentales
Norman J. Girardot, professeur de religion chinoise à l'université Lehigh, analyse les complications liées aux études sur la mythologie de la création chinoise. D'une part,
« En ce qui concerne la Chine, il existe un problème très réel : l'extrême pauvreté et la fragmentation des récits mythologiques, une absence presque totale de récits mythiques cohérents datant des premières périodes de la culture chinoise. Cela est encore plus vrai en ce qui concerne les mythes cosmogoniques authentiques, car les fragments conservés sont extrêmement rares et, dans la plupart des cas, il s'agit de récits secondaires historicisés et moralisés par les rédacteurs de l'école confucéenne qui émergeait comme la tradition classique prédominante pendant la période des Han antérieurs. »
D'un autre côté, il y a des problèmes avec ce que Girardot appelle le « sophisme de la Chine comme cas particulier » ; présumant que contrairement à « d'autres cultures anciennes plus ouvertement prises dans les affres de la religion et du mythe », la Chine n'avait pas de mythes de création, à l'exception de Pangu, qui était une importation tardive et probablement étrangère.
Girardot fait remonter les origines de cette « rigidité méthodologique » ou « négligence bénigne » pour l'étude de la religion et de la mythologie chinoises aux intellectuels missionnaires du début du XIXe siècle (en) qui recherchaient des mythes de création dans les premiers textes chinois, « le souci de l'étude de la cosmogonie chinoise de la part des missionnaires a abouti à une frustration de ne rien trouver qui ressemble à la doctrine chrétienne d'un Dieu créateur rationnel ». Par exemple, le missionnaire et traducteur Walter Henry Medhurst a affirmé que les religions chinoises souffraient parce que « l'absence de cause première caractérise toutes les sectes », « le Dieu suprême et existant par lui-même est difficilement traçable à travers toute la gamme de leur métaphysique », et que l'ensemble du système de la cosmogonie chinoise « est fondé sur le matérialisme ».
Cette théorie de la « Chine comme cas particulier » est devenue un article de foi parmi les chercheurs du XXe siècle. Dans son ouvrage influent La Pensée chinoise, le sinologue français  Marcel Granet écrit :
« Il faut remarquer la place privilégiée accordée à la politique par les Chinois. Pour eux, l'histoire du monde ne commence pas avant le début de la civilisation. Elle ne naît pas d'une récitation d'une création ou de spéculations cosmologiques, mais des biographies des rois sages. Les biographies des anciens héros de la Chine contiennent de nombreux éléments mythiques ; mais aucun thème cosmogonique n'est entré dans la littérature sans avoir subi une transformation. Toutes les légendes prétendent rapporter les faits d'une histoire humaine... La prédominance accordée à la préoccupation politique s'accompagne pour les Chinois d'une profonde répulsion pour toutes les théories de la création. »
Voici quelques exemples supplémentaires :
- « Contrairement à d’autres nations, les Chinois n'ont pas de cosmogonie mythologique ; les sources les plus anciennes tentent déjà d'expliquer la création de manière scientifique[33]. »
- « Il est assez frappant de constater qu'à part ce mythe [concernant Pangu], la Chine - peut-être la seule parmi les grandes civilisations de l’Antiquité - n'a pas de véritable histoire de la création. Cette situation est comparable à celle que l'on trouve dans la philosophie chinoise, où, dès le début, on s'intéresse vivement à la relation de l'homme à l'homme et à l'adaptation de l'homme à l'univers physique, mais relativement peu aux origines cosmiques[34]. »
- « [...] les Chinois, parmi tous les peuples anciens et récents, primitifs et modernes, sont apparemment les seuls à ne pas avoir de mythe de la création ; c'est-à-dire qu'ils ont considéré le monde et l'homme comme incréés, comme constituant les caractéristiques centrales d'un cosmos spontanément auto-généré, n'ayant ni créateur, ni dieu, ni cause ultime, ni volonté extérieure à lui-même[35]. »